# Palais d'été du prince Alexandre Karađorđević à Brestovačka Banja
Le palais d'été du prince Alexandre Karađorđević à Brestovačka Banja (en serbe cyrillique : Летњи дворац кнеза Александра Карађорђевића у Брестовачкој Бањи ; en serbe latin : Letnji dvorac kneza Aleksandra Karađorđevića u Brestovačkoj Banji) se trouve à Brestovac, dans la municipalité de Bor et dans le district de Bor, en Serbie. Il est inscrit sur la liste des monuments culturels protégés de la République de Serbie (identifiant no SK 328).